# 4e cérémonie des Oklahoma Film Critics Circle Awards
La 4e cérémonie des Oklahoma Film Critics Circle Awards, décernés par l'Oklahoma Film Critics Circle, a eu lieu le 23 décembre 2009, et a récompensé les films réalisés l'année précédente.

## Top 10
1. Démineurs (The Hurt Locker)
2. In the Air (Up in the Air)
3. Inglourious Basterds
4. (500) jours ensemble ((500) Days of Summer)
5. Precious (Precious: Based on the Novel "Push" by Sapphire)
6. A Serious Man
7. Là-haut (Up)
8. District 9
9. Fantastic Mr. Fox
10. Avatar

## Palmarès

### Meilleur film
- Démineurs (The Hurt Locker)

### Meilleur réalisateur
- Kathryn Bigelow – Démineurs (The Hurt Locker)

### Meilleur acteur
- George Clooney pour le rôle de Ryan Bingham dans In the Air (Up in the Air)

### Meilleure actrice
- Meryl Streep pour le rôle de Julia Child dans Julie et Julia (Julie et Julia)

### Meilleur acteur dans un second rôle
- Christoph Waltz pour le rôle du colonel Hans Landa dans Inglourious Basterds

### Meilleure actrice dans un second rôle
- Mo'Nique  pour le rôle de Mary Lee Johnston dans Precious (Precious: Based on the Novel 'Push' by Sapphire)

### Meilleur premier film
- Neill Blomkamp – District 9
- Marc Webb – (500) jours ensemble ((500) Days of Summer)

### Meilleur scénario original
- (500) jours ensemble ((500) Days of Summer) – Scott Neustadter et Michael H. Weber

### Meilleur scénario adapté
- In the Air (Up in the Air) – Jason Reitman et Sheldon Turner

### Meilleur film en langue étrangère
- Coco avant Chanel •  France

### Meilleur film d'animation
- Fantastic Mr. Fox

### Meilleur film documentaire
- Anvil ! (Anvil! The Story of Anvil)

### Pire film (Obviously Worst Film)
- Transformers 2 : la Revanche  (Transformers: Revenge of the  Fallen)

### Pire film pas si évident (Not-So-Obviously Worst Film)
- Amelia